# Тупољев АНТ-27
Тупољев АНТ-27/МДР-4/МТБ-1, (рус. Туполев АНТ-27/МДР-4/МТБ-1), је тромоторни хидроавион на клипно елисни погон металне конструкције руског произвођача ОКБ 156 Тупољев (Опитни конструкциони биро - Тупољев) намењен извиђању морских пространстава.

## Пројектовање и развој
Притиснут потребама ратне морнарице за савременим хидроавионима разних категорија и намена, ОКБ 156 Тупољев (Опитни Конструкциони Биро - Тупољев) је фебруара месеца 1933. године почео рад на пројекту авиона АНТ-27. Замишљен као једнотрупи хидроавион са три мотора са трупом у облику брода. Основа за пројект је послужио хидроавион МДР-3 конструктора И. В. Четвериков-а који није задовољио захтеве морнарице. Због краткоће времена и запосленост пројектаната другим пројектима одлучено је да све добро са авиона МДР-3 буде пренето на нови пројект. Тако је задржан облик трупа с тим што је извршена реконструкција репа и хоризонтални репни стабилизатори дигнути на ниво мотора. Крило је реконструисано као конзолно без подупирача а уместо четири мотора BMW VI уграђена су три мотора Микулин М-34Р. Прототип је завршен 7. марта 1934. године, и из Москве послат за Севастопољ, полетео је 8. априла 1934. године. Пробни пилот је био С. Рибалчук. Иако ни овај авион није у потпуности испунио захтеве морнарице, наређена је серијска производња овог авиона рачунајући да је овај авион само привремено решење до пристизања нових модела који су били већ у поодмаклом развоју.

### Технички опис
Хидроавион Тупољев АНТ-27/МДР-4/МТБ-1 је висококрилни конзолни једнокрилац металне конструкције, са три клипно елисна дванаестоцилиндрична мотора Микулин М-34Р, који су постављени на носачима изнад крила авиона. Мотори који су лоцирани изнад крила имају вучну елису а мотор постављен изнаd трупа авиона је окренут уназад и има потисну елису. Мотори имају двокраке дрвене елисе са фиксним кораком. Труп авиона је правоугаоног попречног пресека и има изглед брода са прамцем и кобилицом. Део крила између два спољна мотора је снажна правоугаона челична конструкција са аеродинамичном формом крила, која повезује труп авиона са моторима који се налазе изнад крила. Део крила које се налази са спољње стране мотора према крају крила је трапезастог облика са благо заобљеним крајевима. Крила и трупови авиона су обложени облогом од таласастог алуминијумског лима. У прва два прототипа (неуобичајено за конструкције Тупољева) крила су са горње стране била пресвучена платном. Кокпит пилота се налазио у затвореној пилотској кабини која се налазила непосредно испред крила. Иза леђа пилота се налазила кабина стрелца, а по један стрелац се налазио на прамцу (кљуну) авиона у отвореној кабини а један у специјалној затвореној кабини на репу авиона испод вертикалног кормила правца. Авион није могао да слеће на тло него искључиво на водену површину. За извлачење на тло мора да постоји одређена инфраструктура (бетонска рампа) и специјална колица са точковима која се подвлаче под труп брода а извлачење се врши помоћу витла или трактора. Кокпит пилота се налазио у затвореној пилотској кабини.

## Оперативно коришћење
Ово је био први хидроавион из породице ОКБ 156 „Тупољев“ авиона који је серијски произвођен. У току 1936. и 1937. године у Таганрошкој фабрици авиона направљено је 22 авиона и два прототипа су напраљени у ОКБ 156 „Тупољев“ у Москви. Технологија производње авиона у фабрици авиона у Тангарогу је била заснована на производњи авиона од дрвета и платна да би произвела авион Тупољев АНТ-27/МДР-4/МТБ-1, морали су да се преоријентишу на производњу авиона металне конструкције. Ово сигурно није било лако с обзиром да је било потребно набавити нове машине, извршити преобуку или пријем нове врсте радне снаге о овладати новим знањима потребним за производнју авион од метала. У томе им је помогла група стручњака из ОКБ 156 „Тупољев“ која је из Москве дислоцирана у Таганрог. Путничка верзија овог авиона названа МП-3, иако је планирана, остала је само на цртежима. Сви авиони Тупољев АНТ-27/МДР-4/МТБ-1 су били лоцирани у Севастопољу и нема података о њиховом учешћу у ратним операцијама. Из употребе су повучени 1942. године.

## Земље које су користиле овај авион
- СССР